# Alto Santo
Alto Santo is een gemeente in de Braziliaanse deelstaat Ceará. De gemeente telt 20.829 inwoners (schatting 2009).
De gemeente grenst aan en Tabuleiro do Norte, São João do Jaguaribe, Morada Nova, Apodi, Potiretama, Iracema en Jaguaribara.